# Union Luxembourg
El Union Sportive Luxembourg, conocido como Union Luxembourg, fue un equipo de fútbol de Luxemburgo que jugó en la Division Nationale, la liga de fútbol más importante del país.

## Historia
Fue fundado en el año 1908 en la capital Luxemburgo a raíz de la fusión de los equipos US Hollerich Bonnevoie y Jeunesse Sportive Verlorenkost. Ganó 5 títulos de manera consecutiva antes de la invasión nazi durante la Segunda Guerra Mundial.
Durante la ocupación nazi, el equipo fue rebautizado como Union como parte del proceso de Germanización. Luego de la ocupación alemana, el equipo fue consistente durante los torneos de liga, siempre ubicándose entre los mejores 4, aunque dejó de ganar títulos de manera muy seguida y accedió a pocas finales de copa hasta la década de los años 90, donde ganó un tricampeonato, regresando a competir en UEFA, pero luego de eso, no tuvo la capacidad para consolidarse entrando al nuevo siglo. 
Posteriormente el Union se fusionó con el CA Spora Luxembourg y el CS Alliance 01 para crear al Racing FC Union Luxembourg. Esta decisión fue tomada luego de que el equipo descendiera en la temporada 2004/05 junto al CA Spora Luxembourg, dando por terminada la historia de uno de los equipos más ganadores de Luxemburgo.
Ganó 6 títulos de liga con 9 subcampeonatos, 10 torneos de copa en 20 finales. A nivel internacional participó en 25 torneos continentales, donde nunca pudo superar la Primera Ronda.

## Palmarés
- Division Nationale: 6

1926-27, 1961-62, 1970-71, 1989-90, 1990-91, 1991-92
- - Subcampeón: 9

1921-22, 1947-48, 1962-63, 1963-64, 1964-65, 1965-66, 1972-73, 1992-93, 1997-98
- Copa de Luxemburgo: 10

1946-47, 1958-59, 1962-63, 1963-64, 1968-69, 1969-70, 1985-86, 1988-89, 1990-91, 1995-96
- - Finalista: 10

1922-23, 1925-26, 1932-33, 1936-37, 1960-61, 1961-62, 1966-67, 1977-78, 1982-83, 1996-97

## Participación en competiciones de la UEFA
Nunca ganó una serie de eliminación directa, solamente ganó 2 partidos a nivel europeo, al Göztepe de Turquía en la Recopa de Europa de Fútbol de 1970/71 con marcador de 1-0 y al Bodø/Glimt de Noruega por la Copa UEFA por marcador de 1-0.
| Temporada | Torneo                     | Ronda      | Club                | Casa | Visita | Global |
| --------- | -------------------------- | ---------- | ------------------- | ---- | ------ | ------ |
| 1962/63   | Copa Europea               | 1          | AC Milan            | 0-6  | 0-8    | 0-14   |
| 1963/64   | Recopa de Europa de fútbol | 1          | Hamburger SV        | 2-3  | 0-4    | 2-7    |
| 1964/65   | Recopa de Europa de fútbol | 1          | TSV 1860 Múnich     | 0-4  | 0-6    | 0-10   |
| 1965/66   | Copa de Ferias             | 1          | FC Colonia          | 0-4  | 0-13   | 0-17   |
| 1966/67   | Copa de Ferias             | 1          | Royal Antwerp FC    | 0-1  | 0-1    | 0-2    |
| 1968/69   | Copa de Ferias             | 1          | Újpest FC           | w.o  | w.o    | w.o    |
| 1969/70   | Recopa de Europa de fútbol | 1          | Göztepe             | 2-3  | 0-3    | 2-6    |
| 1970/71   | Recopa de Europa de fútbol | 1          | Göztepe             | 1-0  | 0-5    | 1-5    |
| 1971/72   | Copa Europea               | Preliminar | Valencia CF         | 0-1  | 1-3    | 1-4    |
| 1973/74   | UEFA Cup                   | 1          | Olympique Marseille | 0-5  | 1-7    | 1-12   |
| 1978/79   | Recopa de Europa de fútbol | 1          | FK Bodo/Glimt       | 1-0  | 1-4    | 2-4    |
| 1984/85   | Recopa de Europa de fútbol | 1          | Trakia Plovdiv      | 1-1  | 0-4    | 1-5    |
| 1986/87   | Recopa de Europa de fútbol | 1          | Olympiakos FC       | 0-3  | 0-3    | 0-6    |
| 1988/89   | UEFA Cup                   | 1          | RFC Lieja           | 1-7  | 0-4    | 1-11   |
| 1989/90   | Recopa de Europa de fútbol | 1          | Djurgardens IF      | 0-0  | 0-5    | 0-5    |
| 1990/91   | Copa Europea               | 1          | Dinamo Dresde       | 1-3  | 0-3    | 1-6    |
| 1991/92   | Copa Europea               | 1          | Olympique Marseille | 0-5  | 0-5    | 0-10   |
| 1992/93   | UEFA Champions League      | 1          | FC Porto            | 1-4  | 0-5    | 1-9    |
| 1993/94   | UEFA Cup                   | 1          | Boavista FC         | 0-1  | 0-4    | 0-5    |
| 1996/97   | Recopa de Europa de fútbol | 1          | NK Varteks Varazdin | 0-3  | 1-2    | 1-5    |
| 1997/98   | Recopa de Europa de fútbol | 1          | NK Primorje         | 0-1  | 0-2    | 0-3    |
| 1998/99   | UEFA Cup                   | 1          | IFK Göteborg        | 0-3  | 0-4    | 0-7    |
| 2002      | Copa Intertoto             | 1          | Gloria Bistrita     | 0-0  | 0-2    | 0-2    |
| 2003      | Copa Intertoto             | 1          | FK Sutjeska Niksic  | 1-1  | 0-3    | 1-4    |